# Церковь Святого Иоанна Лествичника (Варшава)
Церковь Святого Иоанна Лествичника (пол. Cerkiew św. Jana Klimaka w Warszawie) — церковь, принадлежащая к Варшавскому благочинническому округу Варшавско-Бельской епархии Польской православной церкви. Находится в городе Варшаве в районе Воля, микрорайоне Млынув, Вольская улица, 138/140.

## История
В 1834 году было решено создать близ Вольских укреплений православное кладбище. Первым в 1836 году был погребён Варшавский военный губернатор генерал Никита Панкратьев. В 1838 году кладбище было передано в духовное ведомство, а его официальное открытие совпало с освящением Владимирской церкви, переделанной из католического костёла. Однако церковь была неудобной — в ней было холодно и сыро, она не отличалась внешней красотой, к тому же её алтарь был обращён не на восток, как принято в православии, а на запад.
Поводом для постройки нового храма стал печальный случай — преждевременная кончина художника Ивана Экземплярского, сына архиепископа Варшавского и Привислинского Иеронима, последовавшая 8 августа 1902 года в Пятигорске. Архиепископ задумал посвятить памяти сына новый храм в Варшаве. Он выбрал и приобрёл участок площадью в один гектар к востоку от старого кладбища.
28 июня 1903 года состоялась закладка нового храма. В его основание была после заупокойной литии положена серебряная доска «на вечное поминовение души усопшего раба Божия Иоанна». Проект здания на 200 человек с усыпальницей в нижнем этаже и крытой галереей составил в ростовском стиле XV—XVI веков епархиальный архитектор Владимир Покровский. Он наблюдал за строительством, которое вёл подрядчик Поплавский. Стоимость постройки составила около 40 тыс. рублей.
Храм был освящён 15 октября 1905 года епископом Иеронимом, и тогда тело Ивана Экземплярского перенесено из временной усыпальницы в крипту. Архиепископ Иероним скончался через две недели и был похоронен возле сына.
Через год была готова нижняя церковь святых Илии и Иеронима, и 16 ноября 1906 году её освятил епископ Холмский Евлогий (Георгиевский) в сослужении ректора Холмской семинарии архимандрита Дионисия (Валединского).
Во время Первой мировой войны все православные священники при отступлении русских войск были в 1915 году эвакуированы из Варшавы. Кладбище несколько лет подвергалось разграблению. Церковь святого Иоанна Лествичника осталась закрытой, пока не прибыл священник Иоанн (Коваленко), который построил в 1931 году колокольню.
Во время обороны Варшавы в сентябре 1939 года церковь стала убежищем для населения Варшавы. Во время Варшавского восстания 1944 года был убит приходской архимандрит Феофан (Протасевич) и священник Антон Калишевич со своей семьёй, члены приходского хора и люди, живущие по соседству с церковью.
В 1977—1978 годах произведены ремонт и расширение нижнего храма и хоров верхней церкви. В 1983 году к востоку от кладбища построен новый приходской дом с канцелярией и залом для собраний. В 1973—1980 годах верхний храм был расписан фресками и украшен витражами по проекту профессора Адама Сталены-Добжанского; росписи в нижнем храме исполнил художник профессор Ежи Новосельский из Кракова. В память Тысячелетия Крещения Руси была возведена новая колокольня по проекту М. и В. Сандовичей.

## Архитектура
Архитектор Владимир Покровский создал проект в стиле церковной архитектуры Ростова XVII столетия. Стены из камня были облицованы белым кирпичом. Над средокрестием находится купол. Здание двухэтажное, на каждом расположено по храму.
Верхний храм посвящён святому Иоанну Лествичнику. В храме находится трёхъярусный дубовый иконостас, созданный Александром Мурашко. Изначально над Царскими вратами находилась икона Спаса Нерукотворного. С 1986 года над Царскими вратами находится Почаевская икона Божией Матери.
Нижний храм посвящён святому пророку Илии и святому Иерониму Стридонскому. В нём находятся могилы епископа Иеронима и его сына Ивана.
В 1979 году польский художник-иконописец Ежи Новосельский написал новые фрески на стенах храма.
- Мемориальная доска на восточной стене храма
- Детали фасада
- Икона Богоматери над главным входом
- Вид с востока